# Freedom (1956)
Pour les articles homonymes, voir Freedom.
Le Freedom est une goélette naviguant sous pavillon allemand. Son port d'attache est Eckernförde en Allemagne. Il navigue comme voilier-charter de croisière principalement en mer du Nord, en mer Baltique, Manche et Atlantique.

## Histoire
Il a été construit en 1956 au chantier naval de Gdansk en Pologne. Il a d'abord servi de bateau de pêche jusqu'en 1988 avec un gréement de cotre de pêche sous le nom de Gdynia 16. Peut-être était-il seulement un camouflage et que sa tâche principale était l'espionnage en mer. 
Il a été reconverti en voilier-charter et a servi de voilier-école pour les cadets de la marine marchande polonaise de Szczecin jusqu'en 1991 puis par une association allemande de Cuxhaven, naviguant en mer du Nord. Il est vendu à Cuxhaven en fin des années 1990. 
À partir 2004 il subit une nouvelle rénovation pour devenir une goélette-charter  dès 2005 basée à Eckernförde.
Il participe à de nombreux rassemblements de vieux voiliers sur la côte atlantique comme les Hanse Sail de Rostock (2005 à 2009) et à Brest 2008 et aux Tonnerres de Brest 2012.